# Джейн Дігбі
Джейн Елізабет Дігбі (Jane Elizabeth Digby; 1807 — † 1881) — британська аристократка. Вона стала відомою як коханка і дружина кількох відомих особистостей.

## Біографія
Вона була дочкою адмірала сера Генрі Дігбі (1770—1842) від його шлюбу з леді Джейн Елізабет Коук. Він захопив іспанський корабель зі скарбами Santa Brígida під час акції 16 жовтня 1799 року, і за свою частку призових грошей підтримував сімейний статок. Її дід по материнській лінії, Томас Кок, 1-й граф Лестер був найбагатшим землевласником у Норфолку. Вона провела свої підліткові роки в його особняку Голкгем-Голл. Дідусь влаштував її перший шлюб. 15 жовтня 1824 року Джейн Дігбі вийшла заміж за Едварда Лоу, 2-го барона Елленборо. Від нього вона народила сина Артура Дадлі, який помер у 1830 році у віці двох років.
У їхньому маєтку часто бували закордонні дипломати зі своїми дружинами. Найближчими подругами Джейн стали дружини австрійського та російського послів принцеса Естерхазі та графиня Доротея Лівен. У 1826 Джейн завела коханця, свого двоюрідного брата полковника Джорджа Енсона, а в 1828 її коханцем став австрійський дипломат Фелікс Шварценберг. Про це дізнався чоловік Джейн і зажадав розлучення. Оскільки Едвард Лоу був членом Палати лордів, справа про його розлучення мала розглядатися обома палатами парламенту. Слухання були відкритими, і в 1829 році вся британська преса писала про це скандальне розлучення.
Після розлучення у квітні 1830 року переїхала до Парижа, де жила з Феліксом Шварценбергом, який перебував там у політичних справах. Від Шварценберга у неї народилася донька Матильда (народилася 12 листопада 1829 року в Базелі, Швейцарія, і вихована сестрою Фелікса) і син Фелікс, який помер у 1930 лише через кілька тижнів після народження. Однак Джейн Дігбі марно сподівалася вийти заміж за Шварценберга. Він залишив її в Парижі, а доньку забрав із собою до Австрії. Джейн Дігбі більше ніколи не бачила своєї дочки.
Після розлуки зі Шварценбергом Джейн Дігбі поїхала до Мюнхена, де познайомилася з королем Баварії Людвігом I і розвинула з ним інтенсивну дружбу через спільні інтереси. Те, що вона була коханкою короля було лише чутками, про що свідчать деякі збережені листи. У Мюнхені вона познайомилася з бароном Карлом фон Веннінгеном (6 січня 1806 — 10 червня 1874). Вони одружилися в листопаді 1833 року в придворній церкві Великого Герцога в Дармштадті. У них були діти Геріберт Людвіг (народився 27 січня 1833 в Палермо; † 1885) і Берта (1834—1907). Геріберт Людвіг фон Веннінген продовжив рід Веннінгена.
У 1838 році Дігбі завела нового коханця — грецького графа Спиридона Феотокіса (народився в 1805 році). Веннінген дізнався про це і викликав Теотокіса на дуель, в якій останній був поранений. Веннінген звільнив Дігбі від їхнього шлюбу та взявся піклуватися про їхніх дітей. Вони залишилися друзями на все життя..
Хоча вона не була юридично розлучена з Веннінгеном до 1842 року, Дігбі прийняла грецьку православну віру та вийшла заміж за Теотокіса у 1841 році в Марселі, Франція. Пара переїхала до Греції зі своїм сином Леонідасом (21 березня 1840 Париж, Франція — 1846 Баньї-ді-Лукка, Італія). У 1846 році, після смертельного падіння сина з балкона, Теотокіс і Дігбі розлучилися. Її наступним коханцем став король Греції Оттон I.
Після подорожі на свою стару батьківщину, в Англію, вона закохалася в капітана клефтів Христодулоса Хаціпетроса, албанського грека, який створив армію розбійників. Дігбі недовго була королевою цієї трупи, але покинула капітана, коли той зрадив їй і спробував зазіхнути на її статок . Ще одним коханцем був бедуїн на ім'я Салех.
У віці 46 років Джейн Дігбі вирушила до Сирії, щоб проводити археологічні дослідження у Пальмірі. Тут вона познайомилася і закохалася в 26-річного шейха Меджуеля ель Мезраба. У 1854 році Дігбі вийшла заміж за шейха і взяла ім'я Джейн Елізабет Дігбі ель Мезраб. Вона вивчила арабську мову. Джейн жила з шейхом одну половину року в його кочовому наметі, а іншу половину — у розкішному палаці в Дамаску, який Дігбі побудував на свої заощадження (від розлучення з лордом Еленборо). У Дамаску вона спілкувалася з мандрівником Річардом Френсісос Бертоном, його дружиною Ізабель та алжирським релігійним лідером Абд ель-Кадерою.
Через британського консула в Дамаску Джейн налагодила постачання мезрабам британських гвинтівок, що підвищило їхню військову міць у конфліктах з іншими племенами. Коли в липні 1860 року мусульмани влаштували погром християнських кварталів, Джейн щоночі виходила з дому в бедуїнському вбранні, надаючи медичну допомогу постраждалим і роздаючи їм їжу.
Вона залишалася у Дамаску до самої смерті 11 серпня 1881 року. Померла від дизентерії. Джейн Дігбі поховали на протестантському кладовищі в Дамаску; її надгробок зроблено з білого пальмірського вапняку.